# Demente (telenovela)
Demente es una telenovela chilena de drama y suspenso, creada y escrita por Pablo Illanes. Se estrenó por Mega el 15 de marzo de 2021, sucediendo en el horario a 100 días para enamorarse.

## Sinopsis
Joaquín y Teresa son un matrimonio de clase alta, quienes luego de una celebración y tras llegar a su casa, sufren un asalto, en el cual terminan secuestrando a uno de sus hijos.
Esto desatará una amplia investigación liderada por el subcomisario Gonzalo y la inspectora Javiera, que además del caso policial incluirá a los más cercanos de la familia, indagados por su posible vínculo con el delito. Pero lo que no saben es que detrás de este asalto, existe una persona demente, que hará todo lo posible para estropear la investigación.

## Reparto
Una lista completa del reparto confirmado se publicó a través de Mega el 24 de febrero de 2021.

### Principales
- Benjamín Vicuña como Joaquín Acevedo
- Paz Bascuñán como Teresa Betancourt
- Francisco Pérez Bannen como Gonzalo Leiva
- Gonzalo Valenzuela como Emiliano Betancourt
- Patricia Rivadeneira como Flavia Betancourt
- Andrés Velasco como Dante Covarrubias
- Íngrid Cruz como Javiera Cáceres
- Alejandra Araya como Bianca Rosetti
- Paulo Brunetti como Álvaro Infante
- Lorena Capetillo como Gabriela Ortúzar
- Constanza Mackenna como Fernanda Cerutti
- María José Bello como Patricia Aguirre
- Rodrigo Soto como Óscar Saldaña
- Fernanda Salazar como Maira Sánchez
- Victoria de Gregorio como Miranda Covarrubias
- Paulina Moreno como Melissa Rodríguez
- Manuel Castro Volpato como Pascal Mackenna
- Alondra Valenzuela como Laura Acevedo
- Rafael García-Huidobro como Mateo Acevedo
- Helen Mrugalski como María José Betancourt
- Aída Caballero como Viviana Betancourt
- Josefa Espinoza como Ana María Leiva
- Ágatha del Valle como Sofía Leiva

## Recepción
La telenovela se estrenó el 15 de marzo de 2021 en horario nocturno de las 22:30, con una audiencia de 11,3 puntos, logrando ser desplazada a un tercer lugar en su horario por el programa Yo soy de Chilevisión y la telenovela Fuerza de mujer, de TVN. Demente obtuvo el peor debut de una telenovela en la Era Rencoret en Mega, siendo entonces, la más baja en el último tiempo, tras el fracaso de 100 días para enamorarse en el mismo horario.
El 30 de marzo, Demente alcanzó 11,3 puntos durante su emisión, entre 22:47 a 23:27 horas. Sin embargo, frente a Fuerza de mujer en el mismo horario, logró 10,6 unidades contra 12,2, de TVN. El 31 de marzo, se agudizaron los malos resultados de Demente, obtuvo 10,8 puntos, su más baja audiencia desde su estreno y fue superada por Fuerza de mujer en el prime. El 1 de abril, promedió solo 9,6 puntos de sintonía, convirtiéndose en la telenovela menos vista de Mega desde Maldita en 2012.